# Моллен, Хейн
Хедрикюс Францискюс Корнелиус (Хейн) Моллен (нидерл. Hendricus Franciscus Cornelius "Hein" Mollen; 4 мая 1928, Эйндховен — 15 марта 2006, там же) — нидерландский футболист, игравший на позиции крайнего нападающего. Наиболее известен как игрок клуба «Брабантия», в составе которого выступал на протяжении десяти лет, играл также за команды НОАД и ДОСКО.

## Карьера
Хейн Моллен начинал футбольную карьеру в команде «Брабантия» из Эйндховена, в составе которой дебютировал в возрасте семнадцати лет. Его отец Якобюс входил в совет правления клуба. В январе 1947 года Моллен получал вызов на тренировочный сбор сборной Нидерландов. В феврале 1955 года «Брабантия» лишила членства четверых футболистов — Хейна и его троих двоюродных братьев ван Ос. Игроки были недовольны экспериментами комитета клуба, но руководство решило не удовлетворять их пожелания.
В июле 1955 года Моллен и Тини ван Ос заключили контракт с клубом НОАД из Тилбурга. В переходном сезоне 1955/56 их команда заняла 9-е место в группе А чемпионата и по итогам стыковых матчей получила право выступать в новом турнире — Эредивизи, едином чемпионате страны.
Летом 1956 года Хейн выставлялся на трансфер, но в итоге остался в команде. Первую игру в новом чемпионате он провёл 23 декабря 1956 года против клуба «Фортуна '54», появившись на замену вместо Германа Дамена — в гостях на стадионе «Маурицпарк» его команда одержала победу со счётом 0:3. В течение сезона Моллен сыграл в чемпионате 11 матчей, но забитыми голами не отличился — НОАД в первом в истории сезоне Эредивизи занял 12-е место.
Летом 1957 года перешёл в команду второго дивизиона ДОСКО, но спустя сезон был выставлен на трансфер.

## Личная жизнь
Хейн родился в мае 1928 года в городе Эйндховен. Отец — Якобюс Моллен, был родом из Валкенсварда, мать — Анна Йоханна ван Ос, родилась в деревне Варле рядом с Эйндховеном. Помимо Хейна, в их семье было ещё четверо детей — сын и три дочери.
Умер в марте 2006 года в возрасте 77 лет, был женат на Корри Схенкеларс.